# Estrada do Pamir

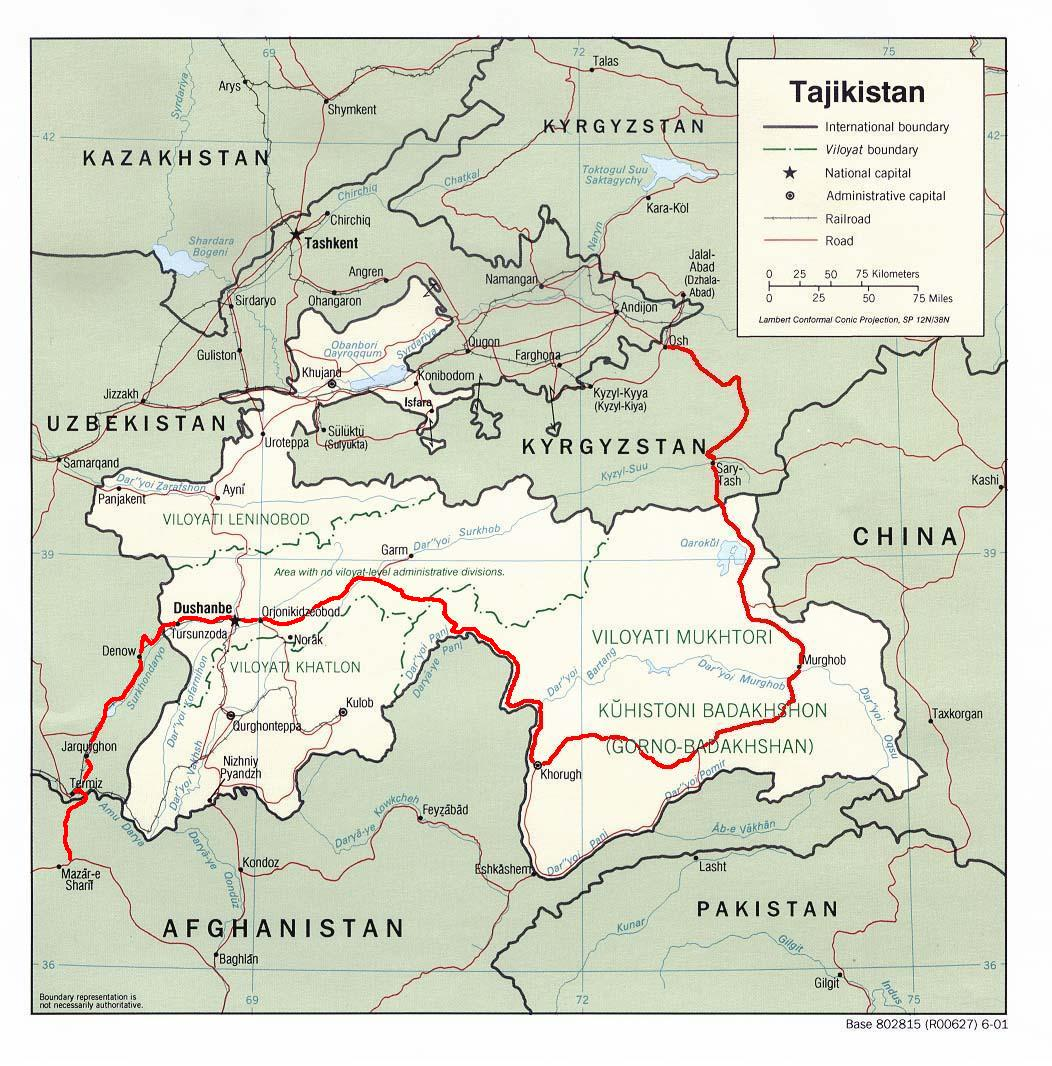
A histórica estrada do Pamir percorre partes do Afeganistão, Uzbequistão, Tajiquistão e Quirguistão. A moderna M41 estende-se de Osh a Kara-Balta, perto de Bishkek.

A estrada M41, informalmente e mais comummente conhecida por estrada do Pamir (em russo:  Памирский тракт, Pamirsky Trakt) é uma estrada na Ásia Central que atravessa as montanhas Pamir, passando pelo Afeganistão, Uzbequistão, Tajiquistão e Quirguistão. É a única rota contínua que atravessa o difícil terreno montanhoso e serve como a principal rota de comércio no Tajiquistão para a região autónoma de Gorno-Badakhshan. A rota é utilizada há milhares de anos, pois existem muito poucas rotas viáveis através das altas montanhas do Pamir. A estrada era uma ligação para a antiga rota comercial conhecida como Rota da Seda.
A estrada entre as cidades de Dushanbe e Osh tem um comprimento total de 1252 km.

## Descrição
As fontes de cada país discordam sobre quais os extremos da estrada, indicando como início as cidades de Mazar-i-Sharif (Afeganistão), Termez (Uzbequistão), Dushanbe (Tajiquistão) ou Khorugh (Tajiquistão). Todas as fontes, no entanto, concordam que a estrada termina na cidade de Osh, no Quirguistão. Hoje, o percurso faz parte da estrada M41, que começa em Termiz (37° 12′ 39″ N, 67° 16′ 20″ L) e termina em Kara-Balta, a oeste de Bishkek, Quirguistão (42° 49′ 40″ N, 73° 52′ 53″ L)
A rota continua para norte através de Termiz antes de virar para o leste e cruzar para o Tajiquistão. Em seguida, segue na direção leste em geral, passando por Dushanbe, capital do Tajiquistão, até Khorugh, cruzando os rios Kafirnigan, Vakhsh e Bartang. De lá, continua para leste por cerca de 310 km até Murghab, onde cruza o homónimo rio Murghab. A estrada passa pelo passo de montanha Ak-Baital (4655 m) e passa pelo lago Karakul antes de cruzar para o Quirguistão até terminar em Osh. O trecho da estrada entre Khorog e Osh atrai uma pequena quantidade de turismo devido à sua beleza natural em bruto.
A estrada foi construída em parte no século XIX (durante a época do Grande Jogo), e em parte na era soviética, na década de 1930. A estrada do Pamir é designada como a rota M-41 na maior parte do seu comprimento no Tajiquistão e no Quirguistão, e é conhecida como a segunda estrada internacional mais alta do mundo (4655 m no passo Ak-Baital). O troço entre Dushanbe e Murghab faz parte da estrada europeia E 008.
Os níveis de construção e manutenção variam substancialmente ao longo da estrada. A estrada foi pavimentada em sua maior parte, mas agora existem trechos não pavimentados ou em péssimas condições - com rachas que cortam os pneus - e estradas paralelas não pavimentadas são usadas. A estrada está seriamente danificada em alguns lugares devido à erosão causada por condições climáticas difíceis, deslizamentos de terra e avalanches frequentes e sismos esporádicos.